# يرنيس إي تاميثا
بلدية يرنيس إي تاميثا (بالإسبانية: Yernes y Tameza) هي بلدية تقع في منطقة أستورياس شمال غرب إسبانيا.

## الديموغرافيا
بلغ عدد سكان بلدية يرنيس إي تاميثا 178 نسمة عام 2011 (وفقاً للمعهد الوطني للإحصاء الإسباني).
| 209 | 228 | 226 | 197 | 213 | 185 | 178 |